# Letiště Filadelfie
Mezinárodní letiště Filadelfie (IATA: PHL, ICAO: KPHL) je hlavní mezinárodní letiště v americkém městě Filadelfie ve státě Pensylvánie. Nachází se přibližně 10 km jihozápadně od centra města v nadmořské výšce 11 metrů. Má čtyři přistávací dráhy. Vzniklo v roce 1925, první terminál byl postaven až v roce 1940. V roce 2017 přepravilo 29,5 milionů cestujících, při 369 000 pohybech letadel. K roku 2018 bylo leteckým uzlem společností American, UPS a Frontier.
Od května 2018 odsud létají do Prahy přímou sezónní linku aerolinie American Airlines.